# 黎曰字
黎曰字（1963年1月20日—），越南政治家。 曾任广义省省委书记、广义省人民议会主席、广义省人民委员会主席、广义省越南祖国阵线委员会主席。

## 生平
黎曰字于1963年1月20日出生在越南广义省义行县行盛社。
2020年6月，越南共产党中央检查委员会认为黎曰字在领导和指导落实土地、财政预算、项目投资管理及干部使用等方面严重违规，使得广义省党委和地方政府的信誉造成负面影响，对黎曰字实施纪律处分。他于2020年6月23日向越南共产党第十二届中央政治局和书记处递交辞去广义省省委书记职务的辞呈。
2024年6月19日，越南政府副总理陈流光签署了纪律处分的决定，对黎曰字予以取消其广义省人民委员会主席和副主席职务资格的纪律处分。